# 赵翼故居
赵翼故居又名探花第，位于中国江苏省常州市天宁区延陵西路东端前北岸8号，清代史学家赵翼于57岁时（乾隆四十八年，1783年）移居此宅，并在此居住达31年。故居原为五进，现存中部三进，分别为轿厅二间、大厅五间和湛贻堂（著书处）三间，湛贻堂西侧另有书房萧斋三间，原大门和内宅则不存。目前在常州市政府对前后北岸的修缮整治方案中拟将其作为纪念馆使用，以展示赵翼生平及其史学、文学等方面成就等。